# جان اس. برد
جان اس. برد (انگلیسی: Jon S. Baird؛ زادهٔ نوامبر ۱۹۷۲) فیلم‌نامه‌نویس و کارگردان فیلم اهل بریتانیا است.
از فیلم‌ها یا مجموعه‌های تلویزیونی که وی در آن‌ها نقش داشته‌است، می‌توان به واینل، خیابان سبز، استن و الی، تتریس و کثافت اشاره نمود.